# Episodi di Braccialetti rossi (terza stagione)
La terza stagione di Braccialetti rossi, composta da 8 episodi, è andata in onda in prima visione dal 16 ottobre al 1º dicembre 2016 su Rai 1
| nº | Titolo           | Prima TV Italia  | Ascolti Italia | Share  |
| -- | ---------------- | ---------------- | -------------- | ------ |
| 1  | Primo episodio   | 16 ottobre 2016  | 4.135.000      | 16,47% |
| 2  | Secondo episodio | 23 ottobre 2016  | 4.467.000      | 17,7%  |
| 3  | Terzo episodio   | 30 ottobre 2016  | 3.405.000      | 13,7%  |
| 4  | Quarto episodio  | 6 novembre 2016  | 4.042.000      | 16%    |
| 5  | Quinto episodio  | 13 novembre 2016 | 4.026.000      | 16,3%  |
| 6  | Sesto episodio   | 20 novembre 2016 | 4.367.000      | 16,8%  |
| 7  | Settimo episodio | 27 novembre 2016 | 4.346.000      | 16,7%  |
| 8  | Ottavo episodio  | 1º dicembre 2016 | 4.820.000      | 18,5%  |

## Primo episodio
- Diretto da: Giacomo Campiotti
- Scritto da: Sandro Petraglia, Giacomo Campiotti con Fidel Signorile

### Trama
L’episodio, e quindi la stagione, inizia in medias res: in ospedale è il giorno della verità per Leo, il quale sta per sottoporsi all'operazione da cui dipende il suo futuro. Il narratore di questa prima parte è ancora una volta Rocco. Per capire gli avvenimenti che hanno portato fino a quel punto, però, bisogna fare un passo indietro, e spetta a Flam raccontarlo.
Si torna così al giorno in cui i Braccialetti sono tornati dalla vacanza, tutti tranne Leo e Cris che sono rimasti sull'isola di Nicola. Per Flam è un giorno difficile: il suo amico Chicco, ormai guarito, abbandona l'ospedale per tornare a Roma, lasciandola sola in un ospedale quasi deserto. Infatti solo lei e Nina sono ancora ricoverate, mentre tutti gli altri componenti del gruppo sono tornati alla loro vita di sempre. In ospedale intanto arriva Bobo, un ragazzo intelligente e colto, bravo musicista, ma scorbutico e intrattabile, che deve sottoporsi ad un trapianto di cuore urgente ed è assistito dalla giovane ed apprensiva madre Vanessa. La piccola Flam, dopo il fallimento del primo intervento alle cornee, è in attesa di una nuova operazione che le possa donare la vista. Per poterlo affrontare, però, ha bisogno di un trapianto di cellule staminali per rafforzare i tessuti degli occhi interessati dall'intervento. Lucia e Stefano, i suoi genitori, si sottopongono quindi ad un esame per verificare la compatibilità delle proprie cellule staminali con quelle della bambina, ma tutti e due non sono idonei alla donazione. Si viene allora a conoscenza di Margi, avuta dal precedente matrimonio del padre di Flam con Francesca, migliore amica della sua nuova compagna, che la bambina non ha mai incontrato. Dal momento della separazione, infatti, sia Margi sia Flam sono state tenute reciprocamente all'oscuro della loro esistenza. In questo momento disperato, l'unica possibilità per i genitori di Flam è convincere Francesca a far sottoporre Margi al test di compatibilità per le staminali. Stefano si reca allora a casa di Francesca per raccontarle tutto, ma la donna è fermamente contraria all'ipotesi di far conoscere le sorelle. Tra i due scoppia una furibonda discussione, casualmente ascoltata dalla stessa Margi che corre in ospedale: qui, con una scusa, conosce Flam. Tra le due nasce subito un'intesa speciale e il loro legame riaffiora all'improvviso. Margi sembra convinta nel volere aiutare la sorellina in difficoltà. Vale e Nina parlano del bacio che c’è stato tra loro e chiariscono che ciò che li lega è solo una profonda amicizia, anche perché a lui piace una ragazza della sua scuola di nome Bella, con cui poi inizia a frequentarsi. Il ragazzo è inoltre intenzionato a vendere la sua tavola da surf, ma Nina riesce a convincerlo a non farlo per continuare a seguire la sua passione. La salute di Leo intanto peggiora costantemente. Egli non fa che pensare a sua madre, morta di tumore (durante un’allucinazione crede addirittura di vederla), e capisce che la cosa migliore da fare è tornare in ospedale, ma prima di partire Bianca, la donna tanto amata da Nicola che vive sull'isola, lo porta in una grotta dove il ragazzo rievoca altri momenti passati con la madre, tra cui quello di una pagina di diario strappata che deve recuperare a tutti i costi. 
In ospedale intanto arriva un nuovo chirurgo, il dottor Pietro Baratti, luminare della medicina, affascinante ma presuntuoso e intrattabile che proprio per via del suo carattere si scontra con la dottoressa Lisandri ed il dottor Alfredi. 
Leo e Cris arrivano in ospedale accolti da tutti. La Lisandri accerta le sue condizioni di salute: dovrà restare in ospedale per un nuovo ciclo di chemio e altre terapie più forti, e qui si mette a cercare la pagina di diario strappata. Leo dovrà condividere la camera con Bobo, ma tra i due non c'è molta simpatia. Leo decide di andare al cimitero a trovare la madre per la prima volta, portando con sé la pagina di diario strappata, su cui aveva scritto: "Mamma io ti salverò". Proprio in quel momento un uomo sconosciuto si avvicina alla tomba e lascia un mazzo di fiori. Alla vista di Leo, l'uomo si allontana velocemente.

## Secondo episodio
- Diretto da: Giacomo Campiotti
- Scritto da: Sandro Petraglia, Giacomo Campiotti con Fidel Signorile

### Trama
Per Flam sarà una giornata particolare: accadrà qualcosa che ricorderà per sempre. È lei ad introdurre, con i suoi pensieri, l'episodio che confermerà le sue preoccupazioni. A casa di Margi, infatti, Francesca è preoccupata perché la ragazza non si trova: nel tentativo di capire dove si trovi, la donna vede le foto scattate dalla figlia alla piccola Flam il giorno prima in ospedale. Margi si trova proprio lì e sente di dover condividere con la sorellina la sua scoperta, ma non riesce a trovare le parole. Nel frattempo Francesca, avvertito Stefano, se la prende con lui: lo ritiene responsabile della conoscenza tra le due sorelle, da lei sempre scongiurata. Si reca in ospedale e qui trova Margi assieme a Flam: la figlia è fortemente convinta a sottoporsi al test di compatibilità per la donazione delle cellule staminali, così da permettere l'intervento alle cornee, di cui Flam ha bisogno. Dopo diverse incomprensioni, è il momento di raccontare la verità alla piccola: Flam reagisce molto bene alla notizia, perché Margi è la sorella che avrebbe sempre voluto. Adesso il suo futuro sarà più semplice: ha un affetto in più, nonché una maggiore possibilità di recuperare la vista. 
Il dottor Pietro Baratti visita Bobo, ricoverato in ospedale per essere pronti in caso di attacchi improvvisi, e si riserva di studiare tutte le analisi prima di fare la sua diagnosi. Proprio il dottore ha fatto colpo su Nina: lei cerca in ogni modo di conquistarlo, senza però riuscirci. 
Leo intanto continua a lottare contro il suo tumore. Il ragazzo è stufo di combattere ancora e immagina la sua vita senza questo fardello. Davide, che finora poteva essere visto soltanto da Toni, decide di mostrarsi anche a Leo e catapulta tutti e tre in una vita parallela, nella quale Leo è un affermato campione di kart, donnaiolo ma, soprattutto, non è malato. Dopo alcune ore di spensieratezza, il ragazzo comincia a sentire la mancanza dei suoi amici e corre a trovarli. Nessuno di loro però lo riconosce, dato che non è mai stato in ospedale: perfino Cris lo respinge duramente durante un tentativo di Leo di parlare con lei. Leo quindi si rende conto che non è quella la sua vita: senza i suoi amici non riesce a stare tranquillo. Davide allora rispedisce Leo nella vita reale, quella in cui è malato. A partire da questo momento, Davide non potrà più riapparire perché ha esaurito il suo bonus (il tempo che aveva a disposizione per interagire con il mondo dei vivi). 
Vale continua la sua relazione con Bella, nonostante l'iniziale gelosia di lei nei confronti di Nina.

## Terzo episodio
- Diretto da: Giacomo Campiotti
- Scritto da: Sandro Petraglia, Giacomo Campiotti con Fidel Signorile

### Trama
Per dare forza a sé stessi e agli altri piccoli pazienti ricoverati, i braccialetti decidono di fondare Radio Watanka, dove racconteranno ad altri ragazzi la loro esperienza. Insieme alla radio mettono online anche un sito omonimo, dove anche lì condivideranno gli aneddoti legati alla loro amicizia. Bobo intanto inizia a patire un malore al cuore, ma il dottor Baratti gli assicura che farà di tutto per poterlo salvare. Dopo vari test, Cris scopre di essere incinta: la ragazza è molto emozionata all'idea di diventare madre ma è molto insicura di dirlo o meno a Leo. Infatti chiede alla dottoressa Lisandri delle condizioni di Leo e, vedendola insistere, la dottoressa chiede a Cris se ci sia qualcosa che deve sapere. La stessa dottoressa intuisce che Cris sia incinta e si commuove al fatto che "il suo Leo" possa diventare padre. Nel frattempo Nina viene a sapere che i suoi genitori la stanno venendo a trovare. Non volendo far sapere ai genitori del suo cancro, con un po' di organizzazione si stanzia a casa di Cris. In questo episodio si ha inoltre la ricomparsa di Rocco, l'"imprescindibile", che farà parte del piano organizzato da Nina. Intanto arriva in ospedale anche Mela, la ragazza che Toni aveva conosciuto durante il viaggio all’isola di Nicola nel finale della seconda stagione, che si presenta con un problema all'appendice. Si scopre inoltre che è nipote di Bianca. Toni ovviamente cerca in ogni modo di farsi notare da Mela. Infine, Vale e Bella durante la notte hanno il loro primo rapporto d'amore.

## Quarto episodio
- Diretto da: Giacomo Campiotti
- Scritto da: Sandro Petraglia, Giacomo Campiotti con Fidel Signorile

### Trama
Margi è sempre più decisa a sottoporsi al test di compatibilità per far operare Flam alle cornee. Francesca, dopo aver letto un bigliettino scritto dalla figlia, acconsente. La bambina corre in ospedale per dare la notizia a Flam, che nel frattempo stava per preparare le valigie, pronta lasciare l'ospedale. Intanto, la dottoressa Lisandri si scontra con Pietro, che dopo aver trovato un filmato di un trapianto di cuore fallito negli USA, si rende conto che può operare Bobo, sicuro di riuscire nell'impresa. Intanto, Leo riceve una sorpresa: Bianca è venuta a trovarlo. Grazie a lei scopre qualche informazione sull'uomo misterioso incontrato al cimitero. Leo, infatti, ricorda di aver visto sua madre piangere disperatamente alla stazione. Decide quindi di fuggire dall'ospedale per entrare in casa dei genitori, dove trova un porta-gioielli con delle foto dell’uomo in questione. Cris, intanto, rivela a Carola di essere incinta, ma quest'ultima non la prende bene. Tornato in ospedale, Leo trova Cris ad attenderlo. La ragazza gli rivela di essere incinta e Leo ne rimane entusiasta. Nel frattempo, i braccialetti continuano a preparare l'occorrente per andare in onda in radio. Pochi minuti prima, però, Leo si accorge che gli stanno di nuovo cadendo i capelli e decide di raderli. Una volta in onda, i ragazzi intonano la canzone "Ti sembra poco" come sigla di benvenuto. Mentre Cris ascolta la radio a casa di Carola, qualcuno suona alla porta: è Marta, la madre di Nina, che vorrebbe sapere informazioni su di lei. Messa alle strette dall'insistenza di Carola, Cris è costretta a raccontare a Marta la verità su Nina. Questa, sconvolta, si precipita in ospedale dalla figlia per starle vicino. Mentre è in onda in una trasmissione radiofonica in cui racconta la storia dei Braccialetti Rossi, Leo accusa un malore e si accascia al suolo: sarà Flam a ritrovarlo svenuto in sala. Cris è costretta a recarsi dai genitori per parlare del bambino in arrivo. Suo padre la minaccia: se deciderà di tenere il bambino dovrà rinunciare per sempre ai suoi genitori e al suo benestare.

## Quinto episodio
- Diretto da: Giacomo Campiotti
- Scritto da: Sandro Petraglia, Giacomo Campiotti con Fidel Signorile

### Trama
Cris è alle prese con la sua famiglia. Dopo una brutta litigata, il padre e la madre della ragazza hanno chiuso il conto e hanno costretto la sorella Carola a cambiare la serratura della casa che le due condividevano. Carola le spiega che i genitori non vogliono più aver niente a che fare con lei e che la vogliono vedere immediatamente fuori di casa. Cris, arrabbiatissima, se ne va di casa lasciando tutti i suoi averi e raggiunge Leo in ospedale. Il ragazzo non condivide la scelta della fidanzata e sostiene che sarebbe meglio rinunciare al bambino. Cris controbatte, sostenendo che il figlio è anche suo e che non intende interrompere la gravidanza. Intanto, il Dott. Baratti convoca Vanessa, la mamma di Bobo, per comunicarle la sua intenzione di svolgere un trapianto di cuore al figlio. Il medico chiede alla donna di fidarsi, nonostante lei non sappia niente di medicina. Nonostante questo trapianto sia stato effettuato solo all’estero, il dottore vuole mettercela tutta per aiutare il ragazzo a guarire e rivela alla donna che alla prossima crisi il ragazzo potrebbe non farcela, così le concede un po’ di tempo per pensare all’eventuale intervento del figlio. Nel frattempo Margi, innamorata di Bobo, entra nella stanza del ragazzo mentre sta suonando un brano alla chitarra e tenta di attaccare bottone, ma senza troppe speranze.
Leo chiama Vale e gli rivela che la dottoressa Lisandri ha interrotto la terapia che stava svolgendo e gli chiede di tenere Cris il più possibile lontano da lui. Vale lo invita a non mollare, ma il ragazzo è profondamente sconfortato dalla situazione. Intanto, visto la difficile situazione in cui si trova, Cris chiede a Vale se la può ospitare per un po’ a casa sua e il ragazzo accetta volentieri di aiutare l’amica mentre intanto organizza una breve vacanza sull’isola per portare Nina a fare parapendio cosicché la ragazza possa realizzare il suo più grande sogno: volare. Toni tenta di scappare da Mela, la ragazza conosciuta sull’Isola e attualmente ricoverata in ospedale per una peritonite: il portantino ha paura che la ragazza non lo apprezzi per quello che è. Intanto, Chicco torna in ospedale per supportare Flam. La bambina sarà sottoposta a nuovo intervento, ma è spaventata vista l’operazione precedente.
Dopo tante incertezze, Vanessa accetta di sottoporre Bobo al delicato intervento che potrebbe cambiargli la vita per sempre. Nina si sta preparando alla partenza con Vale e quest'ultimo riceve una visita di Bella che, dopo aver visto Cris in casa sua e aver scoperto della sua partenza immediata con Nina, gli chiede di non partire perché si sente sempre messa al secondo posto da lui: Vale rifiuta e Bella allora lo lascia. Mentre Flam e Margi la stanno aiutando a preparare la valigia, viene raggiunta da Bobo che, temendo di non vederla più una volta tornata in ospedale, le chiede un bacio. Margi, intristita dalla situazione, se ne va dalla stanza.
Prima di andarsene dall’ospedale per una settimana, Nina saluta anche Leo e lo invita a non lasciarsi sopraffare dalla malattia e a non allontanare Cris. Una volta uscita dall’ospedale, la ragazza incontra il Dott. Baratti e gli dice di essersi presa una sbandata per lui. Quest'ultimo la invita per una passeggiata intorno all’ospedale e le rivela il motivo dietro alla scelta di diventare dottore: Baratti le rivela di aver perso il padre a causa di un malore.
Cris tenta di salutare Leo prima della partenza, ma non incontrandolo decide di lasciargli un messaggio. Chicco va a salutare Leo insieme a Flam e Toni. Il leader dei Braccialetti Rossi chiede ai due ragazzi di andare a cercare l’uomo misterioso nella foto che aveva trovato nella vecchia casa di famiglia. Toni e Chicco scoprono che si tratta di un generale che viene al cimitero tre mesi sì e tre mesi no e che abita dietro la caserma. Una volta giunti alla caserma, i due danno una foto del ragazzo e un volantino di Radio Watanka e lo invitano a conoscere Leo. Ovviamente l’uomo li caccia di casa, ma tiene sia la foto sia il volantino. Arriva il giorno dell’intervento di Flam, che sembra andare a buon fine. La sera, mentre sta conducendo Radio Watanka insieme agli altri Braccialetti Rossi, Leo riceve una chiamata inaspettata: è il generale che Chicco e Toni avevano incontrato qualche giorno prima, che al telefono definisce la madre di Leo il suo grande amore, senza specificare altro. Il ragazzo è scioccato e lascia la stanza, abbandonando il suo programma radiofonico. Sull’Isola la situazione è ben diversa: Nina riesce a realizzare il suo grande sogno e a spiccare il volo insieme a Vale, mentre Cris e Mela li riprendono e scattano loro delle foto.

## Sesto episodio
- Diretto da: Giacomo Campiotti
- Scritto da: Sandro Petraglia, Giacomo Campiotti con Fidel Signorile

### Trama
Chicco è rimasto in ospedale tutta la notte per assistere alla rimozione delle bende dagli occhi di Flam, ma quest’ultima non se la sente di toglierle in quanto impaurita. La bambina infatti ha paura che l’operazione sia andata nuovamente male. Leo chiama suo padre e lo invita a raggiungerlo in ospedale per avere chiarimenti in merito a sua madre. Nina lascia un messaggio a sua madre raccontandole di non essere mai stata così felice in tutta la sua vita dopo aver provato a volare con il parapendio. La ragazza stringe un patto con Vale: dovranno fare insieme la maratona di Venezia, nonostante il ragazzo non abbia più una gamba.
Nel frattempo Bella chiama Vale per sapere come sta, ma è Nina che risponde alla chiamata e le dice chiaramente che il ragazzo è innamorato esclusivamente di lei. Bella ringrazia la ragazza per averla rassicurata. Cris è in acqua e si sente male. Nina si tuffa per salvarla, ma batte la testa su uno degli scogli dell’isola. Vale vede poi che entrambe le ragazze sono in difficoltà e le raggiunge in acqua, riuscendo a portarle a rive. Tuttavia Nina perde improvvisamente i sensi e va in coma, perciò Vale e Cris sono costretti a far chiamare un elicottero per portarla d’urgenza in ospedale. Leo viene raggiunto da suo padre, che gli rivela di aver capito chi sia quell’uomo, ma quando sta per entrare nei dettagli l’elicottero che trasporta Nina giunge all’ospedale.
Nina viene visitata ma non reagisce agli stimoli, perciò è necessario farle una tac. Cris si incolpa, sostenendo che Nina non si sarebbe mai tuffata in acqua se lei non si fosse sentita improvvisamente male. La botta che ha preso Nina le ha causato un'emorragia cerebrale e i dottori devono intervenire immediatamente. La Dott.ssa Lisandri decide di operarla insieme al Dott. Alfredi. Nina si ritrova nel limbo tra la vita e la morte e incontra il fantasma di Davide, che le racconta dove si trova e che prima di lei ci sono stati anche Rocco e Bea. Nina chiede se ce la farà, ma Davide non sa darle risposta. Il Dott. Alfredi cerca di consolare i genitori di Nina, invitandoli a stare tranquilli.
L’emorragia però è troppo estesa, non c’è più nulla da fare per Nina e anche i dottori si devono arrendere. Il cuore della ragazza tuttavia batte ancora e lei si rende conto di come può tornare metaforicamente in vita donando il suo cuore a Bobo, che intanto torna in camera di Nina e piange ripensando alla ragazza. Il fantasma di Davide torna momentaneamente sulla terra usando il “bonus” speciale di Nina e usa Toni come intermediario. Il Dott. Alfredi convoca tutti i Braccialetti Rossi in palestra e comunica loro la triste verità. Tutti i ragazzi sono allibiti e non riescono ad accettare la notizia. Vanessa viene convocata dal Dott. Baratti per parlare della possibilità di trapiantare il cuore di Nina a Bobo e permettere al ragazzo di vivere.
I genitori di Nina non vogliono assolutamente donare il cuore della figlia, pertanto la Dott.ssa Lisandri è costretta a dire al Dott. Baratti che tutto dev’essere annullato. Davide chiede a Toni di convincere i genitori di Nina a cambiare idea. Intanto Cris sta facendo un’ecografia e scopre che il bambino che porta in grembo sta più che bene e Leo, che è insieme alla ragazza, le chiede scusa per aver tentato di allontanarsi nuovamente da lei: i due sono di nuovo più uniti che mai. Toni nel frattempo convince Leo e i Braccialetti a riunirsi e convincere i genitori di Nina a dare il consenso e, sebbene inizialmente si sentano presi in giro, alla fine grazie alle loro parole si convincono e firmano le carte per la donazione degli organi. Tuttavia, Bobo rifiuta il cuore di Nina.
Sono proprio i genitori della ragazza a convincerlo a cambiare idea: Nina ora è pronta per andare, mentre Bobo si prepara all’intervento.

## Settimo episodio
- Diretto da: Giacomo Campiotti
- Scritto da: Sandro Petraglia, Giacomo Campiotti con Fidel Signorile

### Trama
I ragazzi devono affrontare le conseguenze della morte della loro amica Nina e l’operazione di Bobo e mentre lui è sotto i ferri, il gruppo si ritrova insieme per vedere l’eclissi di Luna, come avrebbe desiderato Nina. In quel momento arriva anche Bella, chiamata da Vale, e i due finalmente si riconciliano. Flam decide di fidarsi di Nina e della sua convinzione che durante le eclissi può accadere qualcosa di magico: la bimba chiede a tutti di prendersi per mano ed a Chicco di toglierle le bende. Dopo un momento di esitazione, la bambina apre gli occhi e capisce di aver riacquistato la vista. Nel frattempo, anche l’operazione di Bobo termina con esito positivo: il cuore di Nina ora batte forte nel suo petto. Per Leo invece non ci sono buone notizie: il tumore non regredisce, anzi sta peggiorando. Il leader dei Braccialetti Rossi origlia una conversazione dei suoi dottori che, sconsolati, si arrendono all’evidenza: per lui potrebbe essere la fine. Il ragazzo riceve dal padre una scatola contenente delle lettere che la madre aveva scritto negli anni e scopre così che l’uomo che aveva visto davanti alla sua tomba è in realtà suo nonno, che ha tagliato ogni rapporto con la figlia perché non approvava il suo matrimonio: il ragazzo decide perciò di affrontarlo e lo va a cercare. Leo, che viene poi raggiunto da Cris, è pieno di rabbia e rinfaccia all’uomo tutto il dolore che ha provocato a sua madre.
Dopo aver lasciato casa del nonno, Leo e Cris portano dei fiori sulla tomba di sua mamma e poi vanno da suo padre per aiutarlo a riprendere in mano la sua vita. Vale e Bella li aspettano fuori dal cimitero e lui decide che è momento perfetto per dirle che è innamorato di lei.
In ospedale, Flam sta piano piano prendendo confidenza con la sua vista mentre Bobo finalmente si sveglia, ma proprio mentre il gruppo sta per riunirsi Leo ha un attacco epilettico e perde conoscenza. In preda al panico, Cris chiama la sorella in lacrime e le chiede di andare da lei per sostenerla. Carola la raggiunge in ospedale e le due sorelle finalmente si riconciliano, concordando che probabilmente il vero problema sono sempre stati i loro genitori, che non hanno mai davvero capito nessuna delle due, dopodiché Cris chiede aiuto alla sorella per una cosa molto importante.
Leo supplica la dottoressa Lisandri di operarlo, nonostante ci sia solo l’1% di possibilità di sopravvivenza. Il ragazzo è speranzoso e cerca di convincere la dottoressa che è abbastanza forte per sopportare l’intervento e inoltre ritiene di preferire morire avendoci provato fino in fondo piuttosto che spegnersi lentamente divorato dal suo tumore. La dottoressa Lisandri alla fine accetta, ma vuole farlo subito, il giorno successivo. Cris lo raggiunge e gli chiede di seguirla nell’uliveto, dove gli chiede di sposarla e di farlo subito, prima dell’operazione. Leo è sorpreso, ma entusiasta, ed accetta. 

## Ottavo episodio
- Diretto da: Giacomo Campiotti
- Scritto da: Sandro Petraglia, Giacomo Campiotti con Fidel Signorile

### Trama
In ospedale fervono i preparativi per il matrimonio tra Cris e Leo: tutti i Braccialetti Rossi si danno un gran da fare per allestire la cerimonia, che si terrà nel cortile della struttura e che sarà presieduta da Toni in veste di pubblico ufficiale. Poco prima dell’inizio delle nozze, Leo entra nella stanza dove va in onda Radio Watanka e registra un videomessaggio da lasciare a suo figlio (Cris ha infatti appena scoperto che è un maschio), consapevole che potrebbe non farcela, poi si reca nel cortile, dove tutti lo attendevano trepidanti per iniziare. Intanto è tutto pronto per l'intervento ma Leo non si trova da nessuna parte. Mandato alla sua ricerca, l’infermiere Ulisse assiste casualmente all'inizio della celebrazione del matrimonio di Leo e Cris e avvisa tutti i dottori e gli infermieri dell’ospedale che quindi accorrono per prendere parte alla cerimonia: i due ragazzi, così, si sposano tra la gioia e la commozione generale. Ma non c'è tempo per festeggiare: Leo deve andare subito sotto i ferri. Prima dell'intervento, si fa promettere dalla Lisandri che se qualcosa dovesse andare storto lei lo lascerà andare. Il ragazzo giunge in sala operatoria, accompagnato dai suoi amici. Dopodiché tutti si ritirano nell'attesa dell'esito dell'intervento (Leo stesso aveva raccomandato ai suoi amici di non aspettarlo fuori dalla sala operatoria e di distrarsi facendo qualcos'altro). Toni e Mela nel frattempo hanno un rapporto; Flam, invece, impara da Chicco a non temere i colori. In sala d'attesa, dove sono rimasti ad aspettare Leo solo suo padre e Cris, arriva anche il Generale, pentito di essersi comportato in quel modo con la figlia e di non aver mai fatto parte della vita della sua famiglia. Durante l'operazione Leo ha una crisi epilettica, che costringe la dottoressa Lisandri a fermarsi. In quel momento, Leo si trova nel limbo con Davide, che gli annuncia un'ultima prova: lottare contro un leone, che simboleggia la sua malattia. Leo affronta la sfida e supera la crisi, mentre la Lisandri riesce a finire l'operazione e a rimuovere tutto il tumore del ragazzo. Quando esce dalla sala operatoria per avvertire i ragazzi del buon esito dell'intervento, la dottoressa si commuove e viene festeggiata dai Braccialetti, i quali, fra le urla di giubilo, la prendono in braccio.
Passano i mesi e le vite dei Braccialetti Rossi cambiano. Flam viene dimessa, consapevole che la sua famiglia ora è unita e che continuerà a vedere Margi, che, nel frattempo, si è messa con Bobo. Quest'ultimo recupera e sta sempre meglio grazie al trapianto di cuore, mentre Vale si allena per la maratona di Venezia, come aveva promesso a Nina, e continua felice la sua storia con Bella. Leo, dopo l’intervento, è dovuto rimanere in ospedale per il decorso post-operatorio e continuare a tenere attentamente monitorata la sua situazione, fino a quando un giorno, mentre si trova sul terrazzo dell'ospedale, riceve dal dottor Alfredi la notizia di essere finalmente guarito. La dottoressa Lisandri giunge poco dopo, informando il ragazzo che Cris, che si trova sull'isola di Nicola, sta per partorire. Leo, accompagnato dai due dottori e dal resto dei Braccialetti Rossi, parte immediatamente per raggiungerla. Il gruppo arriva poco dopo la nascita del piccolo, che Leo mostra orgoglioso al mondo dopo essersi ricongiunto con la sua Cris.
La scena si sposta al giorno della maratona di Venezia: Vale, Bobo e il dottor Baratti, che intanto si è dichiarato a Vanessa, corrono insieme, arrivando al traguardo. La puntata si conclude con i tre che, mentre festeggiano dopo la corsa, salutano due persone mascherate su una gondola: si scopre che sono Nina e Davide, che avevano scommesso sul loro arrivo alla meta. 